# 高橋源吉
高橋 源吉（たかはし げんきち、安政5年11月12日（1858年12月16日） - 大正2年（1913年）11月5日）は、日本の明治時代に活動した洋画家。高橋由一の長男。1883-84年（明治16,17年）ころから由一歿時まで柳姓を名乗っており、柳源吉とも呼ばれる。

## 略伝
江戸の佐野藩邸内で生まれる。由一には1男4女の子供がいたが、画業を継いだのは源吉だけである。明治になると英学や化学に興味を示したが、やがて父より油彩技法を学ぶ。1877年（明治10年）工部美術学校に入学、アントニオ・フォンタネージより、本格的な美術教育を受ける。フォンタネージ帰国後の連袂退学を共にし、十一（字）会を結成。1889年（明治22年）の明治美術会結成と運営に関わる。一方、由一から引き継いだ天絵（てんかい）学舎や、明治美術会が運営する明治美術学校（泰西美術学校）で指導を行う。1880年（明治13年）4月には天絵学舎内白受社が刊行した日本初の美術雑誌『臥遊席珍』の主幹を務め（同年8月、5号で終刊）、1882年（明治15年）浅井忠との共書で図画教科書『習画帖』を天絵学舎から出版、これが絵画的図画教科書として認められ1889年（明治22年）文部省編纂『小学習画帖』として刊行された。更に、父を顕彰する『高橋由一履歴』の編集し、また由一の東北風景スケッチを元に、石版画制作を行っている。
しかし、1901年（明治34年）12月明治美術会が解散すると、画壇との関係を断つ。東京を離れ、妻たかと放浪生活をおくる。特に山形には、少なくとも1902年（明治32年）頃と1911年（明治44年）の2度訪れ、後者の時には山寺立石寺根本中堂で展覧会を開いている。ただ晩年の源吉は、酒害もあって寧ろ悲惨だったともいわれ、1913年（大正2年）石巻の奥村松三郎宅で客死した。死ぬまで由一の作品や資料を携帯し続けたが、一部は処置に困った人が太平洋に流したとも伝えられる。

## 作品
| 作品名                             | 制作年               | 技法・素材                   | サイズ（縦x横cm） | 所有者              | サイン                                      | 備考 |
| ---------------------------------- | -------------------- | ---------------------------- | ----------------- | ------------------- | ------------------------------------------- | --- |
| 武州金沢之景                       | 1887年（明治20年）   |                              |                   | 憲政記念館          |                                             | 伊藤博文が別荘のある夏島で、大日本帝国憲法の草案（夏島草案）を練ったのを記念して描かれた。 |
| 芝増上寺                           | 1887年（明治20年）   |                              |                   |                     | G.YANAGI 1887 Tokio、大日本帝国 東京 柳源吉 | |
| 門                                 | 1887年（明治20年）   |                              |                   |                     |                                             | |
| 陸海軍連合大演習                   | 1890年（明治23年）   |                              |                   | 三の丸尚蔵館        |                                             | |
| 大婚二十五年奉祝景況図             | 1894年（明治27年）   | 板に貼られたキャンバス・油彩 | 44.7X59.7（各）   | 三の丸尚蔵館        | 無し                                        | 25面。旧津和野藩主亀井茲明の企画により、明治天皇・昭憲皇太后の銀婚式を描いたもので、25面なのもそのためである。亀井が記録撮影させた写真（「大婚二十五年祝典景況之図」亀井温故館蔵）を元に制作し、草稿は世田谷美術館蔵。       |
| 海岸富士遠望図                     | 1899年（明治32年）   | キャンバス・油彩             | 45.8x97.6         | 宮城県美術館        | 明治三十二年／高橋源吉                      | |
| 高輪東禅寺英国公使館へ浪士乱入之図 | 1901年（明治34年）頃 |                              |                   | 東京国立博物館      |                                             | |
| 西村茂樹像                         |                      |                              |                   | 東京国立博物館      |                                             | |
| 臥龍橋                             | 1902年（明治35年）   |                              | 60.8x152.2        | 山形銀行            | G.TAKAHASHI 1902                            | 旧天童銀行に飾られていた。 |
| 楠木正行如意輪堂に和歌を残すの図   | 1902年（明治35年）   |                              | 58.0x91.5         | 個人                | G.TAKAHASHI 1902                            | |
| 宮城縣穴瀑之紅葉                   | 1911年（明治44年）   | キャンバス・油彩             | 31.5x49.5         | 山寺芭蕉記念館      | G.TAKAHASHI                                 | |
| 天華岩                             | 1911年（明治44年）   | キャンバス・油彩             | 69.9x151.6        | 山寺芭蕉記念館      | 無し                                        | |
| 山寺全景                           | 1911年（明治44年）   |                              | 68.0x149.5        | 将棋むら 天童タワー | G.TAKAHASHI                                 | |
| 立谷川 対面石                      | 1911年（明治44年）   |                              | 68.0x149.6        | 将棋むら 天童タワー | 無し                                        | |
| 藤花滝                             | 不明                 | キャンバス・油彩             | 90.8x72.7         | 山寺芭蕉記念館      | 無し                                        | |
| とら                               | 1911年（明治44年）   |                              | 45.0x70.0         | 天童市立荒谷小学校  | G.TAKAHASHI                                 | 荒谷小学校はかつて山寺小学校の分校であり、山寺で学校の教材用として依頼され描いた、3点の動物画のうちの1点。他に象の絵が山寺小学校にあったが、事情を知らない人が塗りつぶして別の絵を描いてしまったと伝えられ、現在は所在不明。 |
| 大石田風景（仮題）                 | 1911年（明治44年）頃 | キャンバス・油彩             | 38.9x67.0         | 個人                | G.TAKAHASHI                                 | 明治美術会創立10年記念美術展覧会で河合新蔵画《村落首夏》の模写で、実際には大石田の風景ではないと考えられる。 |
| 最上川（本合海）                   | 1911年（明治44年）   | キャンバス・油彩             | 70.1x151.5        | 個人                | 無し                                        | 保存状態が劣悪だったが、クラウドファンディングで資金を集め修復。 |
| 腹巻岩                             | 不明                 |                              | 41.5x72.5         | 個人                | G.TAKAHASHI                                 | |
| 最上川古口風景（仮題）             | 1911年（明治44年）頃 |                              |                   | 個人                |                                             | |